# Фидаров, Афако Пациевич
Афако Пациевич Фидаров (осет. Фидараты Пацъийы фырт Афӕхъо; 1859—1930) — российский военачальник, генерал-лейтенант.
Высокообразованный офицер (владел семью иностранными языками), А. П. Фидаров не раз привлекался правительством для выполнения дипломатических миссий в Персии и Афганистане.

## Биография
Родился в селении Зильги 29 августа 1859 года в осетинской дворянской семье. Вероисповедания мусульманского. Сын офицера Паци Фидарова, в семье было пятеро братьев и четыре сестры.
Общее образование получил во Владикавказском реальном училище.
На военной службе с 1 сентября 1880 года. Окончил 2-е военное Константиновское училище (1882). Был выпущен хорунжим (ст. 07.08.1882) во Владикавказский полк Терского казачьего войска (ТКВ). Сотник (ст. 30.09.1883). Был переведен в Горско-Моздокский полк ТКВ в 1883 году.
В августе 1884 года командирован в казачий отдел Офицерской кавалерийской школы. Подъесаул (ст. 31.12.1885). По возвращении в полк — заведующий оружием полка и командир сотни Горско-Моздокского полка ТКВ, начальник 1-го сотенного участка Горско-Моздокского полкового округа (отдела). Есаул (ст. 06.05.1893).
30 августа 1895 года был командирован в Офицерскую кавалерийскую школу. По предписанию начальника 1-й Кавказской казачьей дивизии от 9 сентября 1897 года, утвержденному военным министром, командирован в состав инструкторов в Персию. Служил инструктором в Персидской казачьей Его Величества Шаха бригаде. Войсковой старшина (ст. 26.02.1901). Помощник командира Сунженско-Владикавказского полка ТКВ по хозяйственной части.
Участник русско-японской войны 1904—1905 в составе Терско-Кубанского полка Кавказской конной бригады. Помощник командира Терско-Кубанского конного полка по хозяйственной части (01.04.1904-27.04.1906). Участник боев у Лагоулина, в составе 10-го армейского корпуса на Анпелинском перевале, под Ляояном, на реке Шахэ (в составе 5-го Сибирского армейского корпуса). Полковник (пр. 1904; ст. 06.12.1904; за отличие). Участвовал в набеге на Инкоу, боях у Сандепу.
Помощник командира 1-го Сунженско-Владикавказского полка (27.04.1906-12.02.1907). Неоднократно привлекался для выполнения дипломатических миссий в Персии и Афганистане. Командир 1-го Хопёрского полка Кубанского казачьего войска (12.02.1907-23.07.1910). Генерал-майор (пр. 1910; ст. 22.07.1910). Командир 2-й бригады 2-й Кавказской казачьей дивизии (23.07.1910-02.08.1913). В 1910—1911 годах был в Персии начальником Казвинского, затем Ардебильского отрядов. Командир 2-й бригады 2-й Кавказской казачьей дивизии (с 23.07.1910).
Командующий (позже начальник) 1-й Туркестанской казачьей дивизией (02.08.1913-1917). Генерал-лейтенант (пр. 22.07.08.1916) с утверждением в должности начальника дивизии. В декабре 1917 года вернулся из Персии на родину.
Участник Белого движения в составе ВСЮР. С 23 октября 1919 года находился в резерве чинов при штабе войск Северного Кавказа. Остался в России. Был арестован 13 июня 1920 года «за разжигание межнациональной розни»; дело было прекращено 23 января 1921 года особым отделом 10-й армии Кавказского фронта за недоказанностью обвинений.
Решением краевой тройки ОГПУ Северо-Кавказского края от 31 декабря 1929 года приговорен к высшей мере наказания. Расстрелян в январе 1930 года:

«Заседание краевой тройки при ПП ОГПУ СКК утвердило решение от 15 января 1930 года… А. Фидарова расстрелять в числе других».

Реабилитирован (посмертно) на основании ст. I Указа Президиума Верховного Совета СССР от 16.01.1989 года.

### Семья
Жена — Салихан, дочь ротмистра Асламбека Адырхаева. Усыновил племянника (сына старшего брата Инала) — Геннадия.

## Награды
российские:
- Орден Св. Анны 3-й степени («за отличное окончание курса Офицерской кавалерийской школы»)
- Орден Св. Станислава 2-й степени (1901)
- Орден Св. Анны 2-й степени с мечами (1904)
- Орден Св. Владимира 4-й степени с мечами и бантом (1905)
- Орден Св Владимира 3-й степени с мечами (1906)
- Золотое оружие «За храбрость» (8 декабря 1906 года)[5]
- Орден Св. Станислава 1-й степени (1911)
- Орден Св. Анны 1-й степени (1915)

иностранные:
- Персидский орден Льва и Солнца (1898)
- Прусский орден Короны
- Персидская шашка с алмазами